# Évènement climatique de 8200 AP

Évolution des températures au Groenland, de −11000 ans jusqu'à aujourd'hui.

L'évènement climatique de 8200 AP est l'expression employée par les climatologues pour décrire la chute brutale des températures qui s'est produite environ 8 200 ans avant le présent (AP), ou environ 6 200 ans av. J.-C. Cette anomalie climatique s'est ensuite prolongée durant deux à quatre siècles. Pendant cette période, les températures sont demeurées plus élevées que durant le Dryas récent, mais plus froides que durant le Petit âge glaciaire. Cet évènement a constitué une exception notable durant l'optimum climatique de l'Holocène. Durant l'évènement, la concentration atmosphérique de méthane a chuté de 80 ppb, ce qui indique une réduction des émissions de 15 %.

## Identification
Un refroidissement rapide autour de 6200 av. J.-C. a été reconnu pour la première fois par le botaniste suisse Heinrich Zoller en 1960 dans le val Mesolcina. Il l'a désigné par l'expression Misox oscillation. Cet évènement, identifié également en Norvège, y est nommé Finse event. 
En 1997, Bond et ses collaborateurs ont supposé qu'il était lié à un cycle climatique de 1 500 ans. Les recherches postérieures ont cependant montré que cette hypothèse n'était probablement pas la seule, et sans doute pas la principale, pour expliquer ce phénomène climatique.
Les traces les plus évidentes laissées par cet évènement se trouvent dans les régions de l'Atlantique nord. Elles sont notamment visibles dans les carottes de glace prélevées au Groenland et dans les strates sédimentaires à la fois des zones tempérées et des zones tropicales,,.
Il est moins perceptible dans les carottes glaciaires extraites en Antarctique et dans les couches sédimentaires d'Amérique du Sud,.

## Refroidissement
Ce refroidissement serait dû essentiellement à un apport majeur d'eau glacée dans l'Atlantique en raison de l'effondrement final de l'Inlandsis laurentidien qui recouvrait une grande partie de l'Amérique du Nord.
Lors du réchauffement climatique du début de l'Holocène de gigantesques lacs issus de la fonte des glaces se sont formés dans ces régions. À la suite de l'effondrement de barrages naturels, deux de ces lacs, le lac Ojibway et le lac Agassiz, se seraient brutalement déversés dans l'océan Atlantique,,.
Leurs eaux très froides et à la salinité très faible auraient affecté la circulation thermohaline de l'Atlantique nord, réduisant le transport de chaleur de l'Atlantique et produisant un refroidissement du climat.
L'estimation de l'ampleur du refroidissement varie selon les moyens par lesquels on le mesure de 1 à 5 °C. Les baisses de températures les plus fortes se sont produites dans les régions du nord de l'Atlantique, alors qu'en Europe elles ont atteint environ 0,5-1 °C et moins de 0,5 °C dans les régions subtropicales du nord de l'Atlantique. 
Au Groenland, le refroidissement a débuté autour de 8175 avant le présent et en moins de 20 ans les températures moyennes ont baissé de 3,3 °C. La période la plus froide a duré environ 60 ans et l'évènement complet autour de 150 ans.
En Indonésie, des carottes extraites d'un ancien récif corallien témoignent d'une baisse des températures d'environ 3 °C.
Au sud de l'Atlantique, on observe au contraire une hausse des températures très limitée de moins de 0,5 °C.
Une aridité remarquable a également été identifiée en Afrique du Nord et, dans le même temps, l'Afrique de l'Est a subi une sécheresse généralisée de cinq siècles.
L'évènement a provoqué une chute globale du taux atmosphérique de CO2 d'environ 25 ppm sur une période de plus de 300 ans.

## Hausse du niveau de la mer
Selon Claude Hillaire-Marcel, environ 160 000 km³ d'eau se seraient déversés en moins de deux ans du lac Agassiz vers l'océan.
Le niveau de la mer aurait alors monté de 0,5 à 4 m en plus de la hausse naturelle liée au réchauffement climatique post-glaciaire.
Ces variations sont perceptibles y compris dans des régions éloignées de l'Amérique du Nord.
Dans la zone de la baie d'Hudson, en raison des rééquilibrages eustatiques, la hausse du niveau de la mer a été modérée. Par rapport à la hausse moyenne, les différences régionales sont en effet très importantes. Dans le delta du Mississippi, la hausse observée n'atteint que 20 % de la moyenne globale, dans le nord-ouest de l'Europe elle atteint environ 70 % et en Asie environ 105 %.
Alors que le refroidissement global fut temporaire, le nouveau niveau de la mer s'est maintenu.

## Conséquences sur l'environnement et le peuplement humain
Ce changement climatique a eu des conséquences très importantes sur l'environnement et sur les populations humaines. Leur intensité et leur nature mêmes ont été très variables selon les régions, elles sont toutefois beaucoup plus fortes que ce qui était supposé dans un premier temps. Cet évènement est en effet le dernier en date connu dont l'intensité est comparable aux évènements de Heinrich durant la dernière glaciation.
Ainsi, dans l'Est de la Méditerranée, la réduction significative des pollens d'arbres correspondrait à une baisse des températures hivernales de plus de 4 °C.
Dans la région du lac de l'Accesa (it) (Italie centrale) les hivers, mais aussi les étés, sont devenus nettement plus humides alors que, au contraire, à Tenaghi Philippon (Grèce), les hivers sont restés secs et les étés sont devenus humides. Les régions bordant l'Atlantique, quant à elles, ont probablement connu des inondations catastrophiques en raison d'une hausse de la mer d'environ 0,5 m.
Ces évènements climatiques extrêmes ont altéré la préservation des sites archéologiques, comme dans le site de Sidari (île de Corfou) dont les couches d'occupation ont été détériorées par des phases de pluies diluviennes,. Dans certaines régions, il est difficile d'affirmer que l'absence de sites est liée à la disparition des populations ou à la dégradation des sites.
Toutefois, même en tenant compte de ce facteur, on constate une diminution, et dans certaines régions une disparition des sites archéologiques, et probablement de l'occupation humaine. 
Le Proche-Orient a connu un déclin démographique et les grands villages ont été abandonnés. 
Des régions entières semblent dépeuplées pendant plusieurs siècles, notamment au nord de la Méditerranée, à l'exception remarquable du site de Lepenski Vir dans les Portes de Fer.
Dans le Sud de la France, en se basant sur les datations carbone 14, les sites mésolithiques ont disparu des abords de la Méditerranée et ont reculé au nord d'une ligne passant par Montélimar.
Les îles méditerranéennes se sont dépeuplées, par exemple la Corse qui était régulièrement fréquentée par des populations mésolithiques durant le 8e millénaire, n'est pas occupée durant les quelques siècles précédant le début du Néolithique, au début du 6e millénaire.
La péninsule ibérique fut également très affectée.
Au sud de la Méditerranée, on  observe aussi des changements environnementaux et des changements culturels durant cette période.
Au contraire, la première occupation du Nord des Balkans par des agriculteurs-éleveurs, comme dans le site de Džuljunica-Smărdeš en Bulgarie, serait une conséquence directe de cet évènement climatique.
Il est donc possible que le développement du Néolithique vers l'Europe centrale et occidentale mais aussi à l'intérieur de la Turquie ait été au moins en partie provoqué par ce dernier.